# Episodi di Dead Like Me (prima stagione)
La prima stagione della serie televisiva Dead Like Me è stata trasmessa negli Stati Uniti dal 27 giugno 2003 al 31 ottobre 2004 sul canale cavo statunitense Showtime.
In Italia la prima stagione è stata trasmessa sul canale satellitare Fox Life nella primavera del 2004 e poi in replica sul canale satellitare Fox nell'estate 2005. In chiaro è stata trasmessa a partire dal 7 gennaio 2010 su Rai 4
Il 15 giugno 2004 è stato pubblicato negli Stati Uniti un cofanetto contenente tutta la prima stagione in lingua originale. L'edizione in lingua italiana è invece stata pubblicata il 10 ottobre 2007.
| nº | Titolo originale    | Titolo italiano | Prima TV USA      | Prima TV Italia |
| -- | ------------------- | --------------- | ----------------- | --------------- |
| 1  | Pilot               |                 | 27 giugno 2003    | 14 maggio 2004  |
| 2  | Dead Girl Walking   |                 | 4 luglio 2003     | 21 maggio 2004  |
| 3  | Curious George      |                 | 11 luglio 2003    | 28 maggio 2004  |
| 4  | Reapercussions      |                 | 18 luglio 2003    | 4 giugno 2004   |
| 5  | Reaping Havoc       |                 | 25 luglio 2003    | 11 giugno 2004  |
| 6  | My Room             |                 | 1º agosto 2003    | 18 giugno 2004  |
| 7  | Reaper Madness      |                 | 8 agosto 2003     | 25 giugno 2004  |
| 8  | A Cook              |                 | 15 agosto 2003    | 2 luglio 2004   |
| 9  | Sunday Mornings     |                 | 22 agosto 2003    | 9 luglio 2004   |
| 10 | Business Unfinished |                 | 29 agosto 2003    | 16 luglio 2004  |
| 11 | The Bicycle Thief   |                 | 5 settembre 2003  | 23 luglio 2004  |
| 12 | Nighthawks          |                 | 12 settembre 2003 | 30 luglio 2004  |
| 13 | Vacation            |                 | 17 settembre 2003 | 6 agosto 2004   |
| 14 | Rest in Peace       |                 | 24 settembre 2003 | 13 agosto 2004  |